# فلاديسلاف باسكوف
فلاديسلاف باسكوف (بالروسية: Басков, Владислав Геннадьевич)‏ هو لاعب كرة قدم روسي في مركز الوسط، ولد في 20 ديسمبر 1975. لعب مع أرسنال تولا وزينيت سانت بطرسبرغ وشانغهاي غرينلاند شينهوا ونادي فنتسبيلس.